# Union Square (New York)
Pour les articles homonymes, voir Union Square.
Union Square est une place de la ville de New York, dans l'arrondissement de Manhattan. La place est bordée par Broadway et Park Avenue et située au niveau de la 14e rue à la limite ouest des quartiers de Gramercy et de l'East Village, et est de ceux de Greenwich Village et Chelsea. Il a donné son nom au quartier alentour.

## Histoire et militantisme
Union Square est un carrefour important et historique de Big Apple, en raison notamment de sa tradition, remontant au XIXe siècle, de lieu de réunions publiques contestataires, où le libre discours et la harangue des foules sont autorisés. En avril 1861, après la chute du fort Sumter près de Charleston aux mains des Confédérés, eut lieu une manifestation patriotique sans précédent dans l'histoire de l'Amérique du Nord. C'est dès lors un lieu de manifestations publiques. Du fait de sa situation géographique dans le Lower Manhattan, Union Square est aussi un lieu de rendez-vous pratique, extrêmement bien desservi par les transports en commun.

## Lieux et monuments
En 1976, la ville de New York crée un populaire (plus de 250 000 clients hebdomadaires) marché biologique réservé exclusivement aux exploitants, fermiers, et artisans locaux de l'État de New York, qui viennent vendre directement leurs produits tous les lundis, mercredis, vendredis et samedis de 8 à 18 h. Au moment des fêtes de fin d'année, un marché de Noël s'installe également à Union Square.
Au centre de Union Square se trouve un petit parc d'agrément et une fameuse statue équestre de George Washington réalisée par Henry Kirke Brown et édifiée en 1856. Deux autres statues du parc représentent le marquis de Lafayette par Frédéric Auguste Bartholdi et Abraham Lincoln encore par Henry Kirke Brown. En 1986 fut érigée une statue de Gandhi.

## Galerie

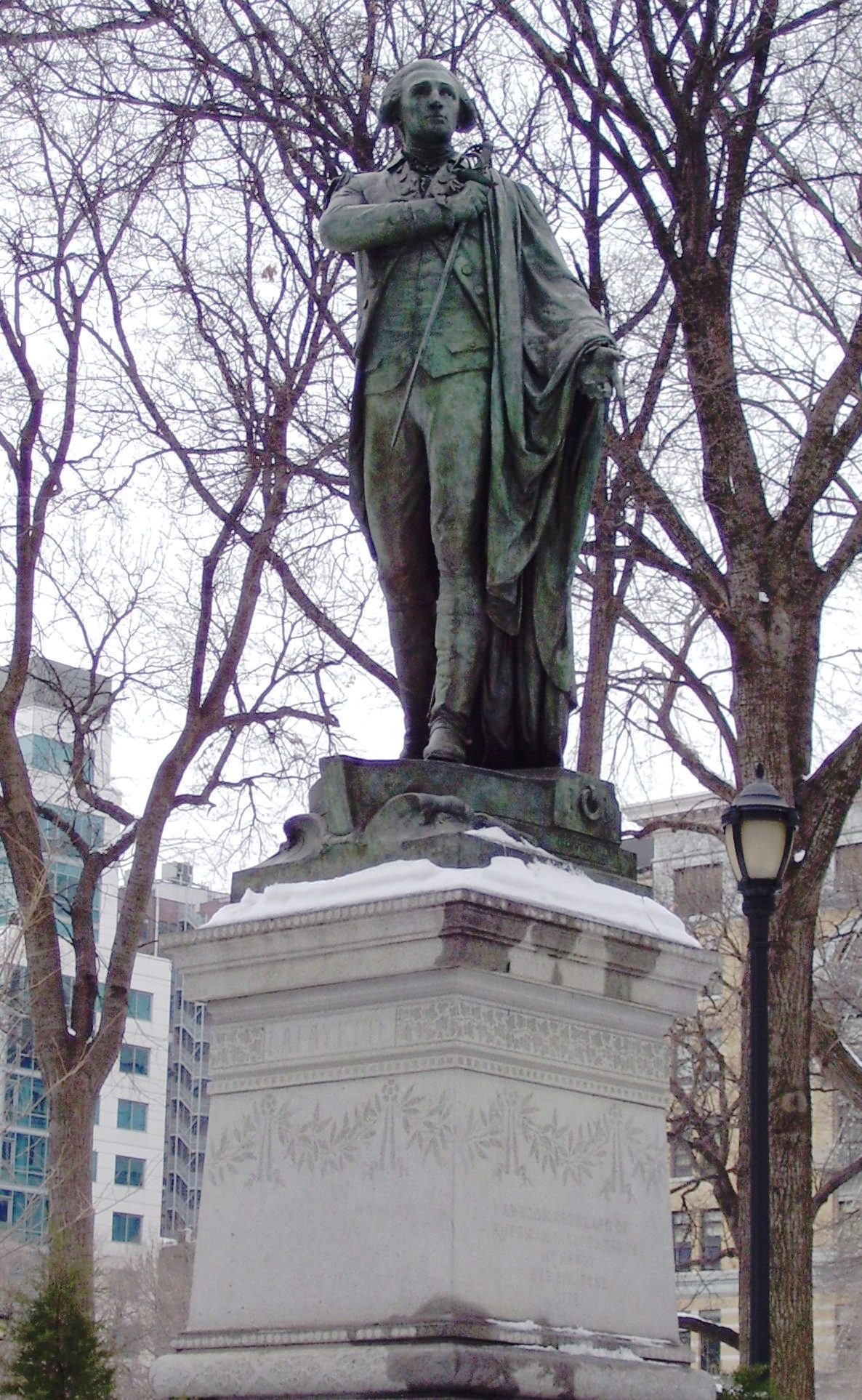
Marquis de Lafayette, statue sculptée par Frédéric Auguste Bartholdi.
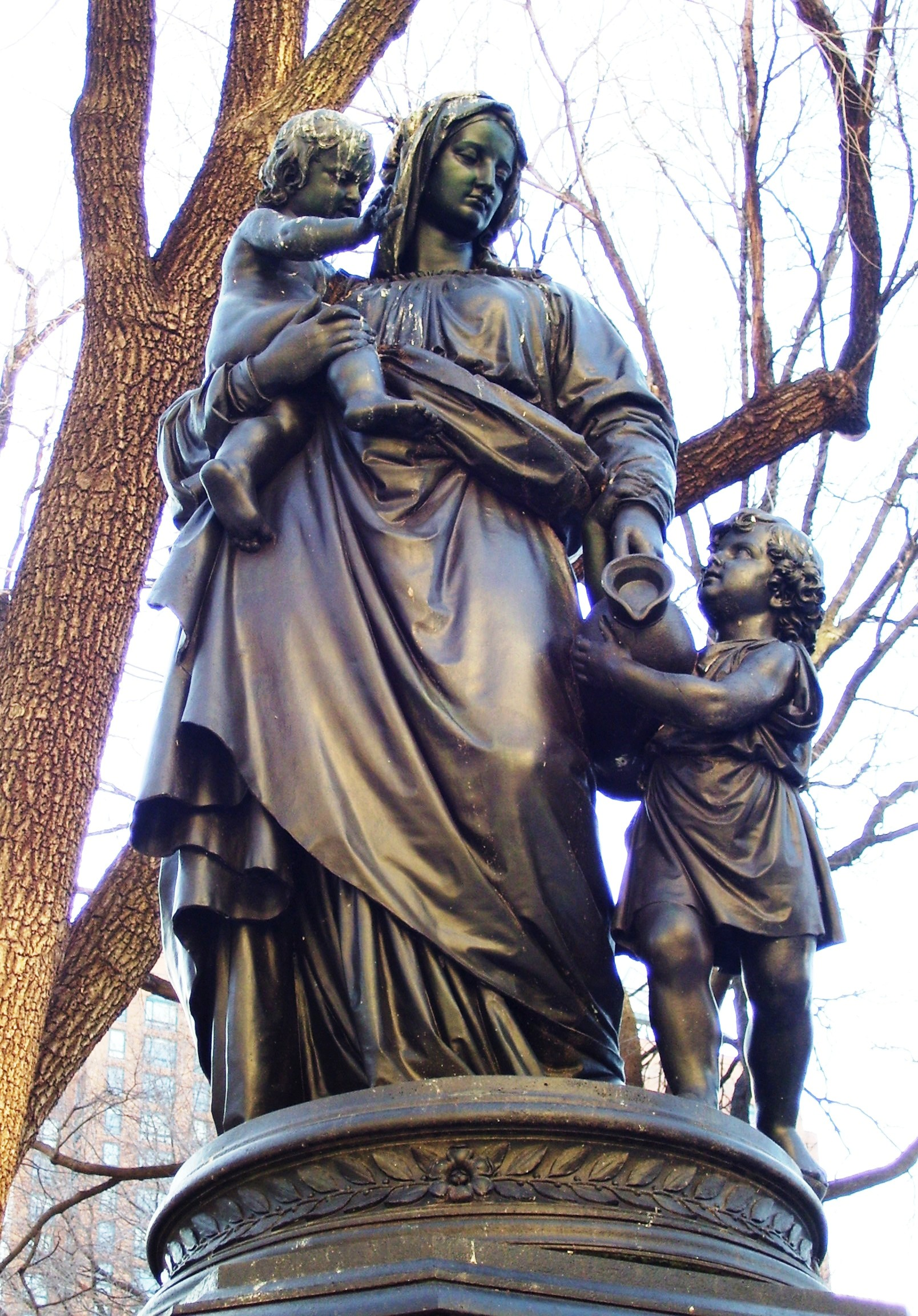
James Fountain (statue pour la tempérance), sculptée par Adolf von Donndorf.
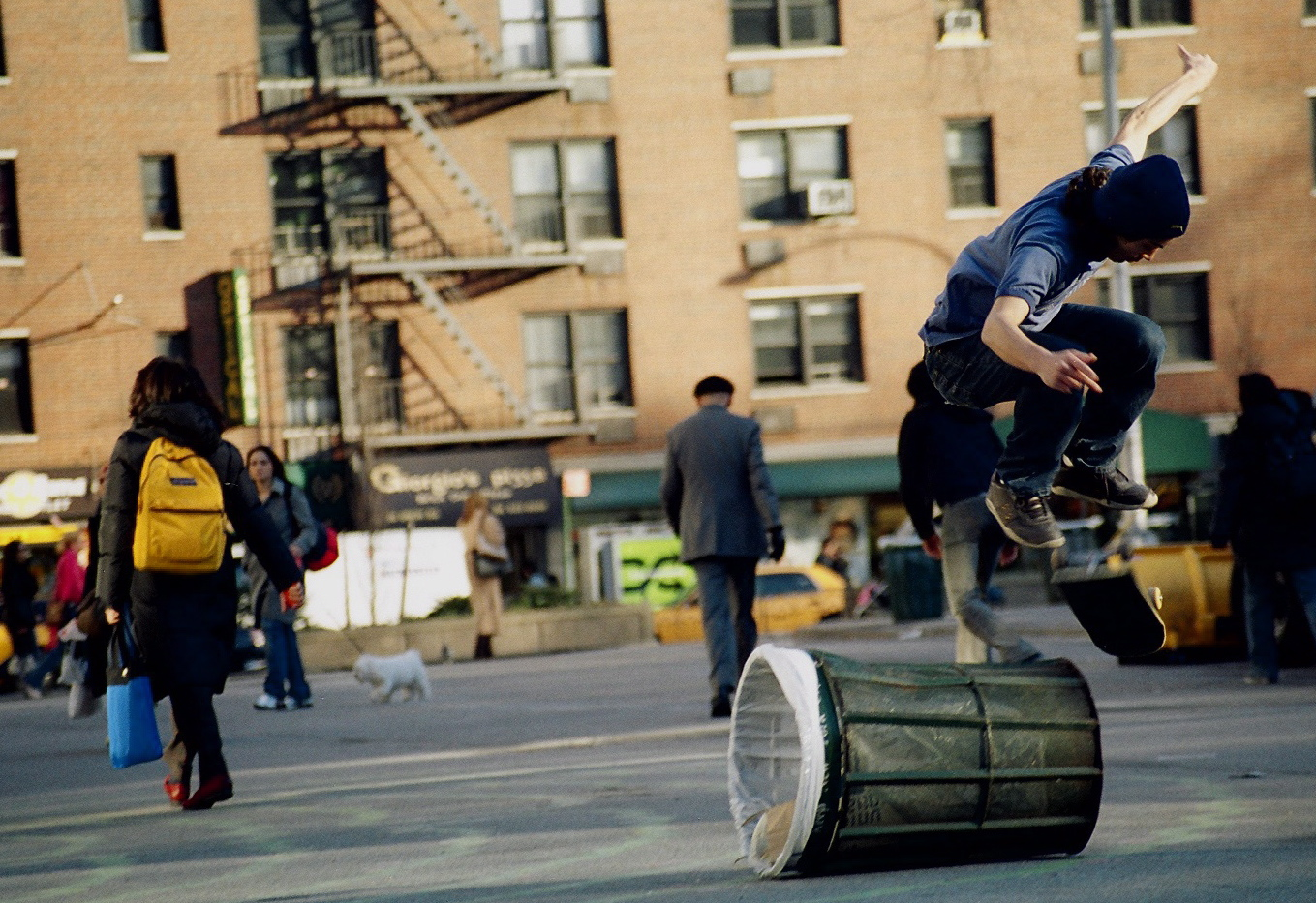
Skateboard à Union Square.